# Championnat d'Afrique des nations masculin de handball 2004
Navigation
Maroc 2002 Tunisie 2006
La 16e édition du Championnat d'Afrique des nations masculin de handball a eu lieu au Caire (Égypte) du 8 au 18 avril 2004. Le tournoi réunit les meilleures équipes masculines de handball en Afrique et se déroule en même temps que le tournoi féminin. Ce championnat sert de qualification pour le championnat du monde 2005.
En finale, l'Égypte s'impose 31 à 28 face à la Tunisie et remporte son 4e titre dans la compétition. L'Angola complète le podium. La Tunisie étant déjà qualifié en tant que pays hôte, la troisième et dernière place qualificative pour le championnat du monde 2005 profite à l'Algérie.

## Tour préliminaire
- Qualifiée pour le tour principal.
- Qualifiée pour la poule de classement 7 à 9.
- Qualifiée pour le match pour la 10e place.

### Groupe A
|   | Équipe        | Pts | J | G | N | P | Bp | Bc | Diff |
| - | ------------- | --- | - | - | - | - | -- | -- | ---- |
| 1 | Algérie       | 4   | 2 | 2 | 0 | 0 | 74 | 33 | 41   |
| 2 | Cameroun      | 2   | 2 | 1 | 0 | 1 | 49 | 45 | 4    |
| 3 | Kenya         | 0   | 2 | 0 | 0 | 2 | 40 | 85 | -45  |
| 4 | Côte d'Ivoire | 0   | 0 | 0 | 0 | 0 | 0  | 0  |      |

| Date et Heure       | Équipe 1 | Score   | Équipe 2 |
| ------------------- | -------- | ------- | -------- |
| 8 avril 2004 16h00  | Algérie  | 51 – 18 | Kenya    |
| 9 avril 2004 18h00  | Cameroun | 34 – 22 | Kenya    |
| 10 avril 2004 16h00 | Algérie  | 23 – 15 | Cameroun |

### Groupe B
|   | Équipe   | Pts | J | G | N | P | Bp  | Bc  | Diff |
| - | -------- | --- | - | - | - | - | --- | --- | ---- |
| 1 | Égypte   | 6   | 3 | 3 | 0 | 0 | 117 | 50  | 67   |
| 2 | Maroc    | 4   | 3 | 2 | 0 | 1 | 84  | 78  | 6    |
| 3 | RD Congo | 2   | 3 | 1 | 0 | 2 | 68  | 100 | -32  |
| 4 | Congo    | 0   | 3 | 0 | 0 | 3 | 74  | 115 | -41  |

| Date et Heure       | Équipe 1 | Score   | Équipe 2 |
| ------------------- | -------- | ------- | -------- |
| 8 avril 2004 16h00  | Maroc    | 37 – 25 | Congo    |
| 8 avril 2004 20h00  | Égypte   | 39 – 15 | RD Congo |
| 9 avril 2004 17h00  | Maroc    | 29 – 19 | RD Congo |
| 9 avril 2004 19h00  | Égypte   | 44 – 17 | Congo    |
| 10 avril 2004 17h00 | RD Congo | 34 – 32 | Congo    |
| 10 avril 2004 19h00 | Égypte   | 34 – 18 | Maroc    |

### Groupe C
|   | Équipe  | Pts | J | G | N | P | Bp  | Bc | Diff |
| - | ------- | --- | - | - | - | - | --- | -- | ---- |
| 1 | Tunisie | 6   | 3 | 3 | 0 | 0 | 107 | 64 | 43   |
| 2 | Angola  | 4   | 3 | 2 | 0 | 1 | 77  | 73 | 4    |
| 3 | Sénégal | 2   | 3 | 1 | 0 | 2 | 79  | 85 | -6   |
| 4 | Libye   | 0   | 3 | 0 | 0 | 3 | 57  | 98 | -41  |

| Date et Heure       | Équipe 1 | Score   | Équipe 2 |
| ------------------- | -------- | ------- | -------- |
| 8 avril 2004 14h00  | Angola   | 24 – 22 | Sénégal  |
| 8 avril 2004 16h00  | Tunisie  | 35 – 17 | Libye    |
| 9 avril 2004 17h00  | Angola   | 32 – 17 | Libye    |
| 9 avril 2004 19h00  | Tunisie  | 38 – 26 | Sénégal  |
| 10 avril 2004 17h00 | Sénégal  | 31 – 23 | Libye    |
| 10 avril 2004 19h00 | Tunisie  | 34 – 21 | Angola   |

## Tour principal
- Qualifiée pour les demi-finales.
- Qualifiée pour le match pour la 5e place.

### Groupe I
|   | Équipe   | Pts | J | G | N | P | Bp | Bc | Diff |
| - | -------- | --- | - | - | - | - | -- | -- | ---- |
| 1 | Égypte   | 4   | 2 | 2 | 0 | 0 | 71 | 45 | 26   |
| 2 | Angola   | 2   | 2 | 1 | 0 | 1 | 53 | 61 | -8   |
| 3 | Cameroun | 0   | 2 | 0 | 0 | 2 | 43 | 61 | -18  |

| Date et Heure       | Équipe 1 | Score   | Équipe 2 |
| ------------------- | -------- | ------- | -------- |
| 12 avril 2004 19h00 | Égypte   | 38 – 25 | Angola   |
| 13 avril 2004 19h00 | Angola   | 28 – 23 | Cameroun |
| 14 avril 2004 19h00 | Égypte   | 33 – 20 | Cameroun |

### Groupe II
|   | Équipe  | Pts | J | G | N | P | Bp | Bc | Diff |
| - | ------- | --- | - | - | - | - | -- | -- | ---- |
| 1 | Tunisie | 4   | 2 | 2 | 0 | 0 | 71 | 54 | 17   |
| 2 | Algérie | 2   | 2 | 1 | 0 | 1 | 60 | 50 | 10   |
| 3 | Maroc   | 0   | 2 | 0 | 0 | 2 | 44 | 71 | -27  |

| Date et Heure       | Équipe 1 | Score   | Équipe 2 |
| ------------------- | -------- | ------- | -------- |
| 12 avril 2004 19h00 | Tunisie  | 39 – 26 | Maroc    |
| 13 avril 2004 17h00 | Algérie  | 32 – 18 | Maroc    |
| 14 avril 2004 19h00 | Tunisie  | 32 – 28 | Algérie  |

## Phase finale
|  | Demi-finales                  | Demi-finales                  |                        |    | Finale                        | Finale                        |
|  | Demi-finales                  | Demi-finales                  |                        |    | Finale                        | Finale                        |
|  |                               |                               |                        |    |                               |                               |
|  | 16 avril 2004 15h30 Main Hall | 16 avril 2004 15h30 Main Hall |                        |    | 18 avril 2004 18h00 Main Hall | 18 avril 2004 18h00 Main Hall |
|  | 16 avril 2004 15h30 Main Hall | 16 avril 2004 15h30 Main Hall |                        |    | 18 avril 2004 18h00 Main Hall | 18 avril 2004 18h00 Main Hall |
|  | Tunisie                       | 39                            |                        |    | 18 avril 2004 18h00 Main Hall | 18 avril 2004 18h00 Main Hall |
|  | Tunisie                       | 39                            |                        |    | 18 avril 2004 18h00 Main Hall | 18 avril 2004 18h00 Main Hall |
|  | Angola                        | 35                            |                        |    | 18 avril 2004 18h00 Main Hall | 18 avril 2004 18h00 Main Hall |
|  | Angola                        | 35                            | Tunisie                | 29 |                               |                               |
|  | 16 avril 2004 19h00 Main Hall |                               | Tunisie                | 29 |                               |                               |
|  |                               | Égypte                        | 32                     |    |                               |                               |
|  | Égypte                        | Égypte                        | 32                     | 31 |                               |                               |
|  | Égypte                        |                               |                        | 31 |                               |                               |
|  | Algérie                       | 24                            |                        |    |                               |                               |
|  | Algérie                       | 24                            | Match pour la 3e place |    |                               |                               |
|  |                               |                               |                        |    |                               |                               |
|  | 17 avril 2004 17h00 Main Hall |                               |                        |    |                               |                               |
|  |                               |                               |                        |    |                               |                               |
|  | Angola                        | 31                            |                        |    |                               |                               |
|  | Angola                        | 31                            |                        |    |                               |                               |
|  | Algérie                       | 30                            |                        |    |                               |                               |
|  | Algérie                       | 30                            |                        |    |                               |                               |

### Demi-finales
| 16 avril 2004 15h30 | Tunisie | 39 – 35 | Angola |  |
| 16 avril 2004 15h30 | (17-18) |         |        |  |

| 16 avril 2004 19h00 | Égypte  | 31 – 24 | Algérie |  |
| 16 avril 2004 19h00 | (16-14) |         |         |  |

### Match pour la3eplace
| 17 avril 2004 17h30 | Angola  | 31 – 30 | Algérie |  |
| 17 avril 2004 17h30 | (15-16) |         |         |  |

### Finale
| 18 avril 2004 18h30 | Égypte                | 32 – 29 | Tunisie       |  |
| 18 avril 2004 18h30 | Sherif Moemen (en) 12 | (20-12) | Wissem Hmam 8 |  |
| 18 avril 2004 18h30 | Hand action           |         |               |  |

Trahis par leur défense en fin de première mi-temps avec huit buts encaissés en dix minutes (12-20 à la pause), les Tunisiens n'ont pas été capables de s'imposer face aux Égyptiens (32-29), déjà vainqueurs du tournoi qualificatif olympique africain 2003 face à cette même Tunisie, entraînée à la CAN par Zoran Živković... l'ex-sélectionneur égyptien. À l'opposé, la nomination six mois plus tôt de l'Allemand Jörn-Uwe Lommel à la tête des Pharaons a visiblement requinqué un effectif qui avait perdu de sa superbe après sa surprenante troisième place au Mondial 2001. Plus de rigueur défensive (sur une 6-0 en finale), des schémas tactiques simplifiés en attaque, c'est dans une certaine harmonie que l'Égypte a rassuré ses presque 20 000 fans lors de la finale disputée au Caire. Quelques individualités ont également marqué les esprits comme le gardien El Roubi ainsi que les gauchers Sherif Moemen (en) (12 buts) et Ahmed El-Ahmar, petit arrière d'1,86 m et révélation du tournoi à seulement 19 ans.
Les buteurs de la finale sont :
- Égypte : Hussein Zaky 7, Sherif Moemen (en) 12, Ahmed El-Ahmar 4, Mohamed Keshk (en) 1, Hany El-Fakharany (en) 1, Mohammed Ramadan (en) 1, Ramy Youssef (en) 5, Abdalla Mohamed (en) 1, El Roubi (GB)
- Tunisie : Issam Tej 4, Anouar Ayed 5, Oualid Ben Amor 1, Sahbi Ben Aziza 3, Wissem Hmam 8, Wissem Bousnina 3, Heykel Megannem 2, Ali Madi (en) 3.

## Matchs de classement

### Match pour la5eplace
| 17 avril 2004 13h00 | Cameroun  | 36 - 30 | Maroc | Main Hall |
| 17 avril 2004 13h00 | (20 - 11) |         |       | Main Hall |

### Poule de classement 7 à 9
|   | Équipe   | Pts | J | G | N | P | Bp | Bc | Diff |
| - | -------- | --- | - | - | - | - | -- | -- | ---- |
| 7 | Sénégal  | 4   | 2 | 2 | 0 | 0 | 72 | 52 | 20   |
| 8 | RD Congo | 2   | 2 | 1 | 0 | 1 | 67 | 67 | 0    |
| 9 | Kenya    | 0   | 2 | 0 | 0 | 2 | 61 | 81 | -20  |

| Date et Heure       | Équipe 1 | Score   | Équipe 2 |
| ------------------- | -------- | ------- | -------- |
| 12 avril 2004 17h00 | Sénégal  | 32 – 26 | RD Congo |
| 13 avril 2004 14h00 | RD Congo | 41 – 35 | Kenya    |
| 14 avril 2004 14h00 | Sénégal  | 40 – 26 | Kenya    |

### Match pour la10eplace
| 12 avril 2004 15h00 | Congo    | 28 - 18 | Libye |  |
| 12 avril 2004 15h00 | (13 - 8) |         |       |  |

## Classement final
| Rang                        | Équipe        | MJ      | V       | N       | D       | BM      | BE      |
| --------------------------- | ------------- | ------- | ------- | ------- | ------- | ------- | ------- |
| Médaille d'or, Afrique      | Égypte        | 7       | 7       | 0       | 0       | 250     | 147     |
| Médaille d'argent, Afrique  | Tunisie       | 7       | 6       | 0       | 1       | 245     | 184     |
| Médaille de bronze, Afrique | Angola        | 7       | 4       | 0       | 3       | 196     | 203     |
| 4                           | Algérie       | 6       | 3       | 0       | 3       | 188     | 145     |
| 5                           | Cameroun      | 5       | 2       | 0       | 3       | 128     | 136     |
| 6                           | Maroc         | 5       | 2       | 0       | 3       | 158     | 185     |
| 7                           | Sénégal       | 5       | 3       | 0       | 2       | 151     | 137     |
| 8                           | RD Congo      | 5       | 2       | 0       | 3       | 135     | 167     |
| 9                           | Kenya         | 4       | 0       | 0       | 4       | 101     | 166     |
| 10                          | Congo         | 4       | 0       | 0       | 4       | 102     | 133     |
| 11                          | Libye         | 4       | 1       | 0       | 3       | 75      | 126     |
| 12                          | Côte d'Ivoire | forfait | forfait | forfait | forfait | forfait | forfait |

Sont qualifiés pour le championnat du monde 2005 la Tunisie (pays organisateur), lÉgypte (vainqueur de la CAN) mais aussi l'Angola (3e) et l'Algérie (4e) car la Confédération africaine de handball, sous l'influence du président égyptien de l'IHF, Hassan Moustafa, a effet obtenu une place en plus par rapport à 2003. 

## Statistiques et récompenses

### Équipe-type
L'équipe-type de la compétition est, :
- Arrière gauche : Belgacem Filah,  Algérie
- Ailier gauche : Marcelino Nascimento,  Angola
- Pivot : Issam Tej,  Tunisie
- Ailier droit : Sherif Moemen (en),  Égypte
- Arrière droit : Ahmed El-Ahmar,  Égypte
- Demi-centre : Oualid Ben Amor,  Tunisie
- Gardien de but : Hamada El Roubi,  Égypte

### Meilleurs buteurs
Le Tunisien Wissem Hmam et l'Égyptien Sherif Moemen (en) terminent meilleurs buteurs avec 48 buts marqués.

## Effectif des équipes sur le podium

### Champion d'Afrique:Égypte
L'effectif de l'Égypte comprend :
- Hussein Zaky
- Sherif Moemen (en)
- Ahmed El-Ahmar
- Mohamed Keshk (en)
- Hany El-Fakharany (en)
- Mohammed Ramadan (en)
- Ramy Youssef (en)
- Abdalla Mohamed (en)
- Hamada El Roubi (GB)

Sélectionneur
- Jörn-Uwe Lommel

### Vice-champion d'Afrique:Tunisie
L'effectif de la Tunisie est[source insuffisante] :
- Iteb Bouali
- Dhaker Seboui
- Jaleleddine Touati
- Anouar Ayed
- Issam Tej
- Makram Jerou
- Wissem Hmam
- Ali Madi (en)
- Sobhi Sioud
- Wassim Helal
- Marouane Belhadj
- Slim Zehani
- Oualid Ben Amor
- Wissem Bousnina
- Sahbi Ben Aziza
- Heykel Megannem

Sélectionneur
- Zoran Živković

### Troisième place:Angola
L'effectif de l'Angola comprend :
- Marcelino Nascimento

Sélectionneur